# Acalyphoideae
Las Acalyphoideae es una subfamilia de la familia de las Euphorbiaceae.

## Tribus
| - Acalypheae - Adelieae - Agrostistachydeae - Alchorneae - Ampereae - Bernardieae - Caryodendreae | - Chaetocarpeae - Cheiloseae - Chrozophoreae - Clutieae - Dicoelieae - Epiprineae - Erismantheae | - Galearieae - Omphaleae - Pereae - Plukenetieae - Pogonophoreae - Pycnocomeae - Sphyranthereae |